# Monument national du récif corallien des îles Vierges
Le monument national du récif corallien des îles Vierges (anglais : Virgin Islands Coral Reef National Monument) est un monument américain constitué par le récif corallien situé sur l'île de Saint John et visant à le préserver. La santé de ces récifs est étroitement liée aux plantes et aux animaux qui les composent, ainsi qu’aux environnements marins non coralliens adjacents tels que les fonds sablonneux, les herbiers marins et les forêts de mangroves.
Cherchant à mieux protéger les ressources sensibles des récifs coralliens, le président Bill Clinton a créé le Monument national des récifs coralliens des îles Vierges le 17 janvier 2001. Le monument comprend 51 km² de terres fédérales submergées dans une ceinture de 5 km au large de l'île Saint John, dont Hurricane Hole et les zones au nord et au sud de Saint John.

## Écosystème
Les récifs coralliens des îles Vierges américaines ont gravement souffert du blanchissement des coraux en 2005, ce qui a entraîné une baisse de 60 % de l’activité corallienne. L’USGS a commencé des recherches approfondies dans la région et les scientifiques ont découvert des écosystèmes coralliens jusqu’alors inconnus dans les tiges submergées des palétuviers dans la zone de Hurricane Hole. Ils ont trouvé environ 30 des 45 espèces de coraux des îles Vierges, ce qui représente une diversité étonnante pour la petite région, et ont également été surpris par le nombre d’espèces d’éponges. Il s’agit de la première occurrence connue de coraux dans un écosystème de mangrove.

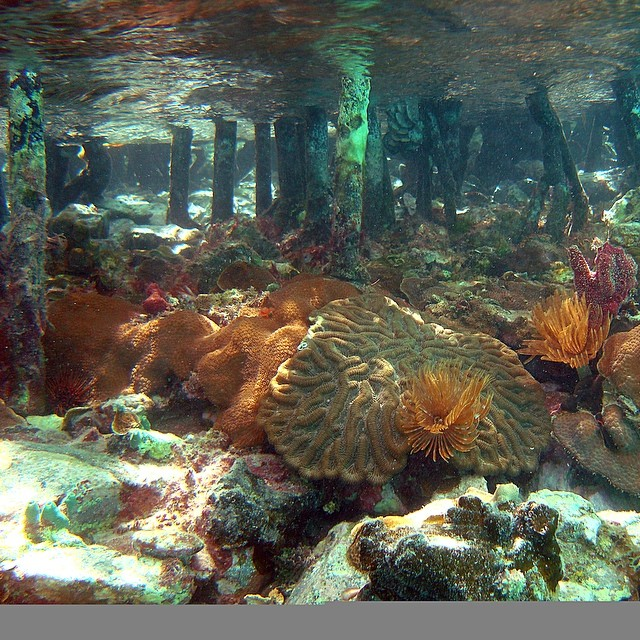
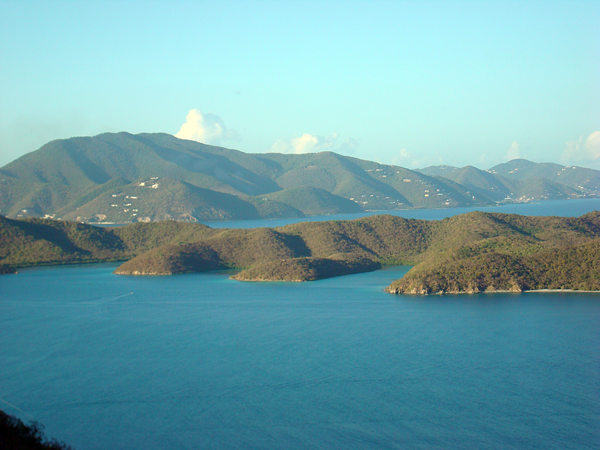